# Katajjaq

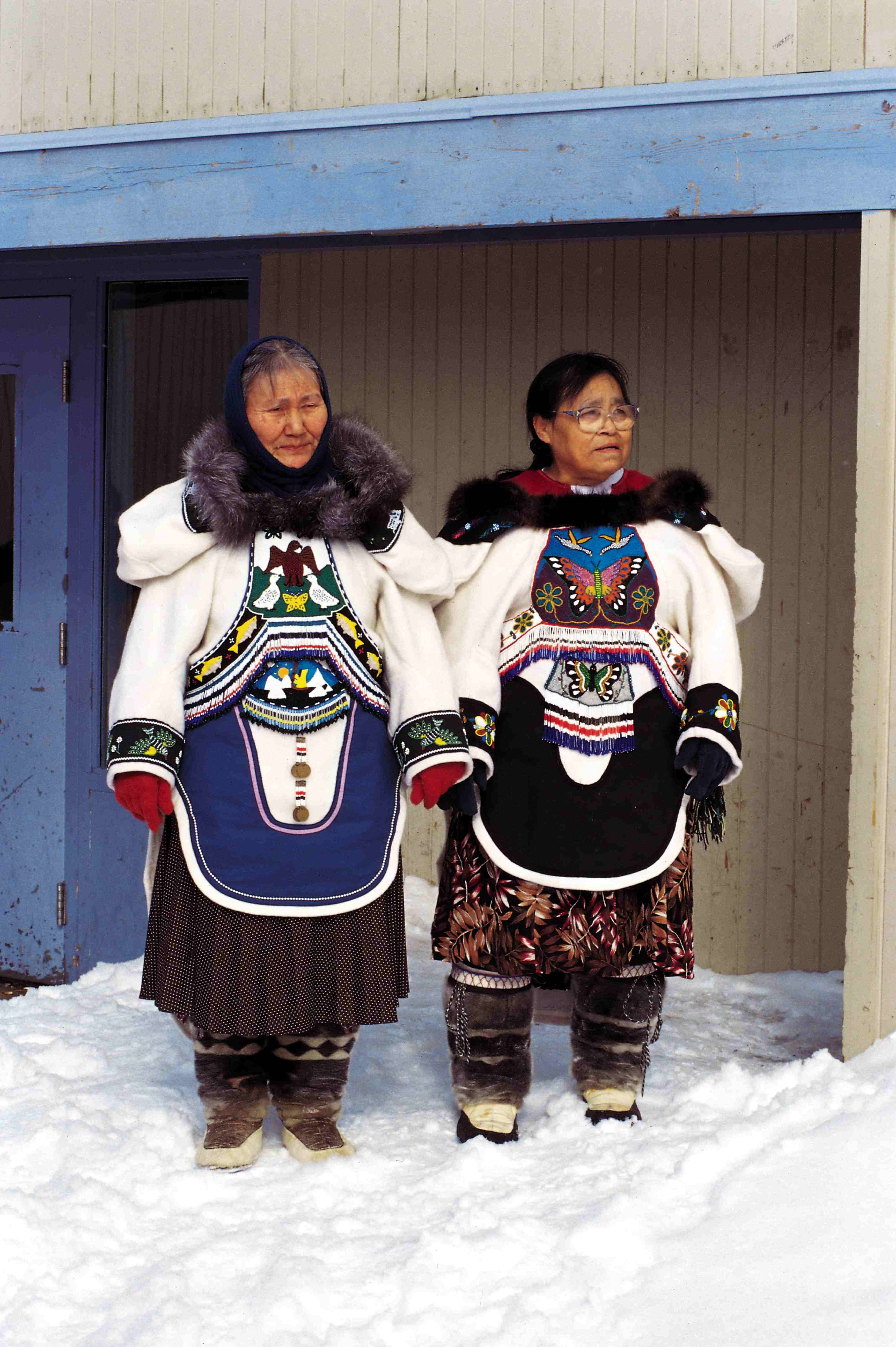
Praticanti del canto di gola inuit.

Il katajjaq o canto di gola inuit è una pratica culturale tipica dei popoli inuit. Si caratterizza per essere un canto armonico e ludico praticato generalmente da donne. È inoltre un gioco eseguito da due donne in competizione che si fronteggiano faccia a faccia e ha somiglianza con il rekuhkara degli Ainu in Giappone.

## Terminologia
I primi europei che ascoltarono gli Inuit praticare il katajjaq identificarono questi rumori come canti di gola, canti ansimanti o canti gutturali. Da parte loro, gli etnomusicologi Beverley Diamond e Nicole Beaudry hanno preferito utilizzare i termini «giochi vocali» o «giochi di gola» nelle loro pubblicazioni, per dare così enfasi all'aspetto ludico e non a quello musicale. Di fatto, gli Inuit non hanno una parola equivalente a «musica» ed è l'ottica culturale occidentale quella che ha generato confusione riguardo al posto reale che occupano i giochi di gola dentro la cultura inuit. In realtà, la musica inuit, così come la intendiamo, si basa essenzialmente sulle percussioni, mentre i giochi di gola sono praticati in duetti e comportano una nozione di competizione con vincitori e perdenti.

### Declinazioni
Anche se gli Inuit sono un gruppo etnico in sé, nel nord del Canada esistono diversi sottogruppi etnolinguistici e, pertanto, vari modi di chiamare il canto di gola inuit:
- Iirngaaq  o Nipaquhiit – in alcune comunità di Nunavut.[4]
- Piqqusiraarniq o Pirkusirtuk – a Iglulik e nell'Isola di Baffin.[4][5]
- Qiarvaaqtuq – ad Arviat.[4]
- Katajjaq o Katadjak[5] – a Nunavik e a sud della Baia di Baffin[non ben chiaro quale zona si intenda].[4]

## Storia
Il katajjaq si è trasmesso culturalmente dalle vecchie generazioni a quelle nuove senza lasciare tracce scritte che aiutino a determinare l'origine esatta di questa espressione. Tuttavia al principio del XIX secolo, all'arrivo degli Europei nelle zone di caccia degli allora nomadi inuit, la pratica faceva già parte della tradizione nativa. La documentazione del katajjaq comincia a realizzarsi con le descrizioni fatte da esploratori come William Edward Parry nel 1824. In principio il canto fu associato a pratiche religiose, principalmente dai missionari cristiani, che vedevano in esso una forma di sciamanesimo o di animismo.
Al principio del XX secolo e fino agli anni settanta, per influenza della Chiesa, la pratica del katajjaq fu proibita. La fine della proibizione diede spazio alla creazione di Festival, allo sviluppo di studi antropologici e all'apparizione di miti che aiutarono a riportare in auge questa tradizione.

## Tradizione

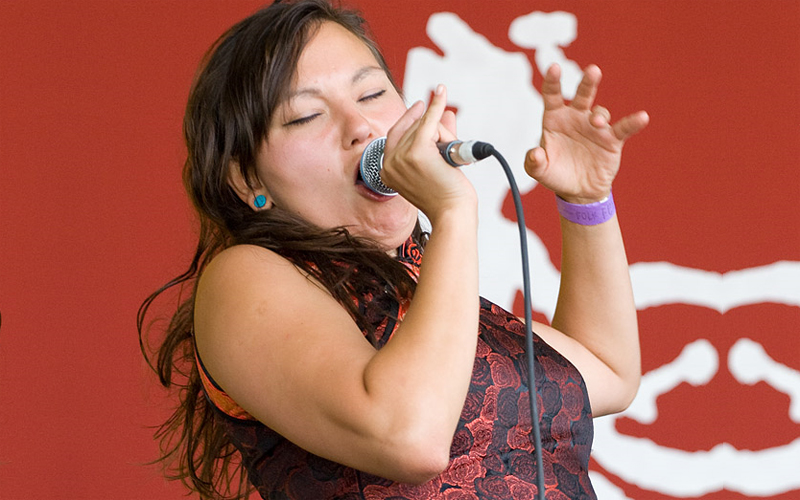
Tanya Tagaq Gillis nel Festival di Musica Folk di Edmonton nel 2007.

Il katajjaq è generalmente un gioco competitivo che si pratica con due donne che si fronteggiano faccia a faccia e si sostengono per le spalle. Il gioco termina quando una delle due rimane senza fiato o ride. Anche se i canti di gola sono soprattutto un'attività ludica, le giocatrici sono valutate secondo la qualità dei suoni prodotti e secondo la loro resistenza. In alcune occasioni, si aumenta il livello di difficoltà del gioco facendo in modo che le concorrenti si accuccino e si alzino mentre eseguono il canto, questo affinché le partecipanti perdano più rapidamente il fiato.
Nella tradizione inuit le donne praticano il canto di gola nel corso delle loro vite, mentre i giovani maschi si uniscono rapidamente agli uomini adulti nelle attività di caccia. Di conseguenza, i maschi che praticano il katajjaq non riescono a raggiungere la prestazione né l'esperienza che ottengono le donne.

## Riconoscimento
Nel gennaio 2014, il Ministro della cultura e delle comunicazioni del Québec, Maka Kotto, designò il canto di gola della regione di Nunavik, il katajjaniq, come il primo bene culturale che si distingue come patrimonio culturale e immateriale del Québec.